# Borger (Países Baixos)
Borger (52° 55′ N, 6° 48′ L) é uma aldeia dos Países Baixos, situada na província de Drente. Pertence ao município de Borger-Odoorn, e está situada a 18 km a leste de Assen.
Em 2001, a cidade de Borger tinha 4.724 habitantes. Com área urbana de 1,6 km², possuía 2.058 residências.
As estatísticas de população atuais mostram que a área de Borger, que também inclui as partes periféricas da cidade, bem como a zona rural circundante, tem uma população estimada em 5.110 habitantes.
Até 1998, Borger era uma município independente.